# Wiborgia mucronata
Wiborgia mucronata là một loài thực vật có hoa trong họ Đậu. Loài này được (L.f.) Druce miêu tả khoa học đầu tiên.